# 急轉直下
《急轉直下》（英文：Nosedive）是英國科幻電視系列《黑鏡》第三季的第一集。它於2016年10月21日在 Netflix 上與第三季全季一起播出。
情節發生在一個平行宇宙。在這個世界裡，人們可以互相評價一至五顆星；綜合評分會影響相互的社會和經濟地位。戲劇主角蕾西（Lacie）是一位過分沉迷於評分的年輕女性。被一位評分很高的童年好友選為婚禮伴娘後，她希望藉機提升自己的評分，以符合資格租住一個豪華公寓。不幸的是，蕾西的痴迷反而導致一連串意外事件，令她的評分一落千丈。
被 Netflix 收入麾下後，《黑鏡》製片組獲得了比在 Channel 4 明顯更高的預算。此集以類似短篇電影的形式拍攝。「急轉直下」攝於南非，由 Seamus McGarvey 擔任攝影指導，Joel Collins 和 James Foster 擔任製作設計師。與其他《黑鏡》劇集相比，這一集的基調不再黯淡、更具喜劇風格，而且結局也更加正面。
本集的評價頗為正面，在評論家對所有《黑鏡》劇集的評價中排名中等。其素雅的視覺美學、配樂和表演均受到廣泛讚譽。有評論家批評劇情和結局沒能出乎意料，但也有人讚揚劇本及其搞笑特徵。許多評論家注意到本集與其他事物相似，例如現實世界應用程式 Peeple，和其他一些描繪社交媒體用戶痴迷於性別和形象的作品。該劇集獲得多項獎項提名，包括霍華的美國演員工會獎提名和演員麥格雷維的黃金時段艾美獎提名。基於這一集創作的桌上遊戲《急轉直下》於2018年推出。

## 劇情
這個社會的每一個人都裝有特殊技術。通過人眼植入顯示和行動設備，每個人都上網分享個人活動，並對網絡上或現實中遇見的他人評價一至五顆星，會影響此人的總體評分。一個人的總體評分是公開資料，對其社會經濟地位具有明顯影響。
蕾西目前有4.2 分；她試圖達到4.5分以便取得豪華公寓的折扣房租價。然而，儘管她努力成為一個外向和可愛的社交名媛，她的評分似乎不再上升。她與不管評分的兄弟萊恩（Ryan）住在一起。萊西參訪了一位評分顧問；他建議蕾西去討好評分很高的人，因為這些人的評分比重更大。
蕾西於是上傳了一張破布先生的照片——破布先生是她和她兒時的朋友娜歐蜜（Naomi）一起製作的一隻泰迪熊。當前評分高達4.8的娜歐蜜將這張照片評為五星，並告訴蕾西，她已經訂婚。蕾西於是同意當娜歐蜜的伴娘並發表演說，希望能藉機自己的分數提高到4.5。隨後，她便預訂了豪華公寓。
在她準備出發當天，蕾西與萊恩發生了爭執，錯過了她的計程車，並且意外撞上了一位評分很高的路人，導致她的咖啡灑了出來。計程車和路人對她打了低分，令蕾西的評分降至4.2以下。在機場，她的航班被取消，又無法購買4.2分以上方可購買的加急機票。蕾西當場發飆，隨後機場保全介入，將她的分數在24小時內降低一整個星級，而且在此期間扣分都加倍。蕾西被逐出機場；她只好租車前往婚禮；由於分數太低，她只能租到最便宜的老型號車。當車的電量耗盡時，她無法找到適當的電源為車充電，只能搭便車繼續前行。幾經拒絕後，一輛卡車接受了她。車主名為蘇珊，評分不到2.0。蘇珊說她過去非常在意自己的評分，一度高達4.6。後來，蘇珊的丈夫得了癌症；能夠拯救性命的實驗性治療床位被另一人搶走，只因此人分數稍微更高；丈夫於是去世。蘇珊從此不再在意評分，感覺非常自由。
第二天，蕾西依靠欺騙上了一輛房車後，娜歐蜜致電讓蕾西不要再來，說蕾西的評分實在太低，會讓娜歐蜜自己蒙羞。蕾西十分生氣，偷摸闖進了婚禮晚宴現場，開始發表她的演講。很快，蕾西情緒開始失控，抓起了一把刀，威脅要砍掉破布先生的頭。客人們紛紛給蕾西評低分，讓她的評分跌至不到一顆星。很快，保全人員將萊西抬離現場。蕾西被關進監獄；用於評分的眼球植入體被移除。蕾西驚覺她已不受評分系統的限制，於是和她隔壁的獄友一起開始互相惡毒地嘲諷，享受新的自由。

## 分析
一些評論家將這一集與2014年電視連續劇《廢柴聯盟》的劇集「應用程式開發和調味品」進行了類比。《廢柴聯盟》這一集包括一個應用程式，用戶將互相給予一個名為 “Meow Meow Beenz” 的評分，範圍也是1-5;  《獨立報》的傑克·謝菲爾德指出，這兩集都「批判性地分析人們對自己的社交媒體評分的過分關注」。其他評論家將《急轉直下》與Peeple這一行動應用程式進行了類比。在此應用程式中，用戶可以互相評價；此應用程式在發佈時立即引起反彈。 布魯克在接受采訪時表示，當他最初設想《急轉直下》時，未曾聽過《廢柴聯盟》的那一集，但的確看到過Peeple的廣告；最初他曾以為此廣告是要推銷某一喜劇，甚至考慮過停止製作《急轉直下》。本集也被與2003年小說《Down and Out in the Magic Kingdom》類比，因其都探討了社會認同與權力之間的聯繫。
美國雜誌《Pacific Standard》的曼紐爾·貝坦寇特解釋了《急轉直下》如何與電視和電影中對社交媒體的其他描繪相得益彰，將其與2017年電影《The Circle》和《Ingrid Goes West》進行比較；後兩者都探討社交媒體的消極影響。Betancourt說，一直以來，包括在這幾部作品中，女性都被描繪為技術的受害者。例如，英格莉和蕾西都過度沉迷於在網絡上顯得完美無缺。相比之下，男性角色通常上更加理性：在這些作品中，蕾西的兄弟萊恩，莫瑟（The Circle）和泰勒的丈夫都是例證。此外，《急轉直下》角色蘇珊的中性化個性被認為與她對社交媒體的蔑視有關。 貝坦寇特指出，這些設定與現實研究不符——一些研究報告稱，男性反而更加在意自己在社交媒體上的評價。然而，《急轉直下》描述所有性別的人都在社交媒體中佔有重要地位，令其被評為這幾個作品中可能是「批評眼光最敏銳的」。
艾琳·鮑德溫在《商業內幕》發表的文章認為，這一集中蕾西明顯飽受享樂跑步機效應的折磨。雖然獲得高評價時她會暫時快樂起來，但是，長期來說，蕾西「既孤獨又不滿」。鮑德溫指出，科學研究證實了這種經驗，因為長期使用社交媒體的人並不見得更加快樂。
評論家們也注意到本集有關於其他《黑鏡》劇集的復活節彩蛋。《急轉直下》中有一個麥可·卡路（Michael Callow）的社交媒體帖子，寫著：「剛剛又被踢出動物園 :( 」（卡路曾在第一季第一集《國歌》中被迫與豬發生性關係）。本集編劇布魯克將這個彩蛋描述為他在第三季中的最愛。另一個彩蛋是虛構電視節目《寧靜之海》；在《國歌》中，一位特效專家提到曾參與過這個節目，而在《急轉直下》中，蕾西搭了此劇粉絲團的便車。此外，在《全網公敵》中，新聞自動收錄器包含“Reputelligent”一詞；這是蕾西諮詢有關她的評級的公司名稱。

### 與中國社會信用體系的類比
評論家廣泛將《急轉直下》與中國的社會信用體系進行類比。類比包括中國計劃於2020年進行測試的政府計劃，以及現有的中國信用評級體系，如芝麻信用分。2016年11月，《黑鏡》的Facebook頁面在華盛頓郵報上分享了一篇關於社會信用體系的文章。該體系將為每個公民分配一個分數，會影響公民能否借錢、甚至子女能否進入好學校；「欠款不還」和「批評執政黨」可能會導致分數下降。現有的芝麻信用系統可以為用戶分配350到950之間的分數，已經允許一些高分的人在沒有存款的情況下租車，或者支付費用以在醫院插隊。此外，一個人在芝麻信用評分中的得分取決於他們社交圈中人們的得分。
現有和規劃中的社會信用體系都被和《急轉直下》作類比。具體來說，有人指出，萊西希望的公寓折扣類似於芝麻分高信用人士可以在沒有押金的情況下租車。此外，萊西被趕出機場，讓人想起信用體系可禁止個人乘某些交通工具。
系列創作者查理·布魯克曾多次評論《急轉直下》與社會信用體系之間的聯繫。他在接受采訪時開玩笑說：「我保證，我沒有將這主意賣給中國政府！」關於看到這一集的概念成為現實，布魯克說，「這是非常可笑的。」他評論說，中國的評級體系和《急轉直下》評級體系之間的關鍵區別在於「評判大眾的是中央政府。由國家控制，險惡更加一層」，並指出社會信用體系「聽起來就像控制人們行為方式的手段」。